# Robert von Puttkamer
Robert Viktor von Puttkamer (5 de maio de 1828 - 15 de março de 1900) foi um estadista prussiano, mais proeminente em seus papéis como ministro prussiano da educação pública e adoração em 1879 e como ministro do interior em 1881, sob seu cunhado Otto von Bismarck. Ele também introduziu reformas na ortografia alemã.